# أل تشانغ
أل تشانغ (بالإنجليزية: Al Chang)‏ هو مصور حربي ‏ ومصور أمريكي، ولد في 13 يوليو 1922، وتوفي في 30 سبتمبر 2007 بسبب ابيضاض الدم.